# Унтеркац
Унтеркац (нем. Unterkatz) — община в Германии, в земле Тюрингия. 
Входит в состав района Шмалькальден-Майнинген. Подчиняется управлению Вазунген-Амт Занд.  Население составляет 418 человек (на 31 декабря 2010 года). Занимает площадь 9,83 км².